# Argent Mortgage Indy 300 2005
Argent Mortgage Indy 300 2005 var ett race som var den åttonde deltävlingen i IndyCar Series 2005. Racet kördes den 3 juli på Kansas Speedway, och Tony Kanaan lyckades genom att hålla sig på banans övre spår att komma runt Dan Wheldon under de sista varven. Duon följdes av Vitor Meira, som dök under den vita linjen i ett försök att slipstreama sig förbi duon. Kanaan vann med 0,012 sekunder före Wheldon, medan Meira var 0,024 sekunder bakom.

## Slutresultat
| Plats | Förare             | Team                     | Grid | Kvaltid |
| ----- | ------------------ | ------------------------ | ---- | ------- |
| 1     | Tony Kanaan        | Andretti Green Racing    | 8    | 25,640  |
| 2     | Dan Wheldon        | Andretti Green Racing    | 13   | 25,720  |
| 3     | Vitor Meira        | Rahal Letterman Racing   | 3    | 25,505  |
| 4     | Dario Franchitti   | Andretti Green Racing    | 6    | 25,544  |
| 5     | Tomas Scheckter    | Panther Racing           | 4    | 25,504  |
| 6     | Scott Sharp        | Fernández Racing         | 9    | 25,644  |
| 7     | Darren Manning     | Chip Ganassi Racing      | 5    | 25,531  |
| 8     | Hélio Castroneves  | Marlboro Team Penske     | 14   | 25,749  |
| 9     | Danica Patrick     | Andretti Green Racing    | 1    | 25,490  |
| 10    | Buddy Rice         | Rahal Letterman Racing   | 2    | 25,492  |
| 11    | Tomáš Enge         | Panther Racing           | 12   | 25,693  |
| 12    | Sam Hornish Jr.    | Marlboro Team Penske     | 10   | 25,676  |
| 13    | Alex Barron        | Cheever Racing           | 18   | 26,043  |
| 14    | Patrick Carpentier | Cheever Racing           | 20   | 26,158  |
| 15    | Bryan Herta        | Andretti Green Racing    | 16   | 25,970  |
| 16    | A.J. Foyt IV       | A.J. Foyt Enterprises    | 22   | 26,187  |
| 17    | Ed Carpenter       | Vision Racing            | 19   | 26,113  |
| 18    | Scott Dixon        | Chip Ganassi Racing      | 7    | 25,596  |
| 19    | Jimmy Kite         | Hemelgarn Racing         | 21   | 26,159  |
| 20    | Kosuke Matsuura    | Fernández Racing         | 15   | 25,785  |
| 21    | Ryan Briscoe       | Chip Ganassi Racing      | 11   | 25,682  |
| 22    | Roger Yasukawa     | Dreyer & Reinbold Racing | 17   | 25,972  |